# فريتز زوازل
فريتز زوازل (مواليد 26 يونيو 1926) هو سبّاح نمساوي، مثّل بلاده في الألعاب الأولمبية الصيفية 1948.

## روابط خارجية
فريتز زوازل على موقع الاتحاد الدولي للسباحة (الإنجليزية)
- فريتز زوازل على موقع أوليمبيديا (الإنجليزية)